# Henning Foerster

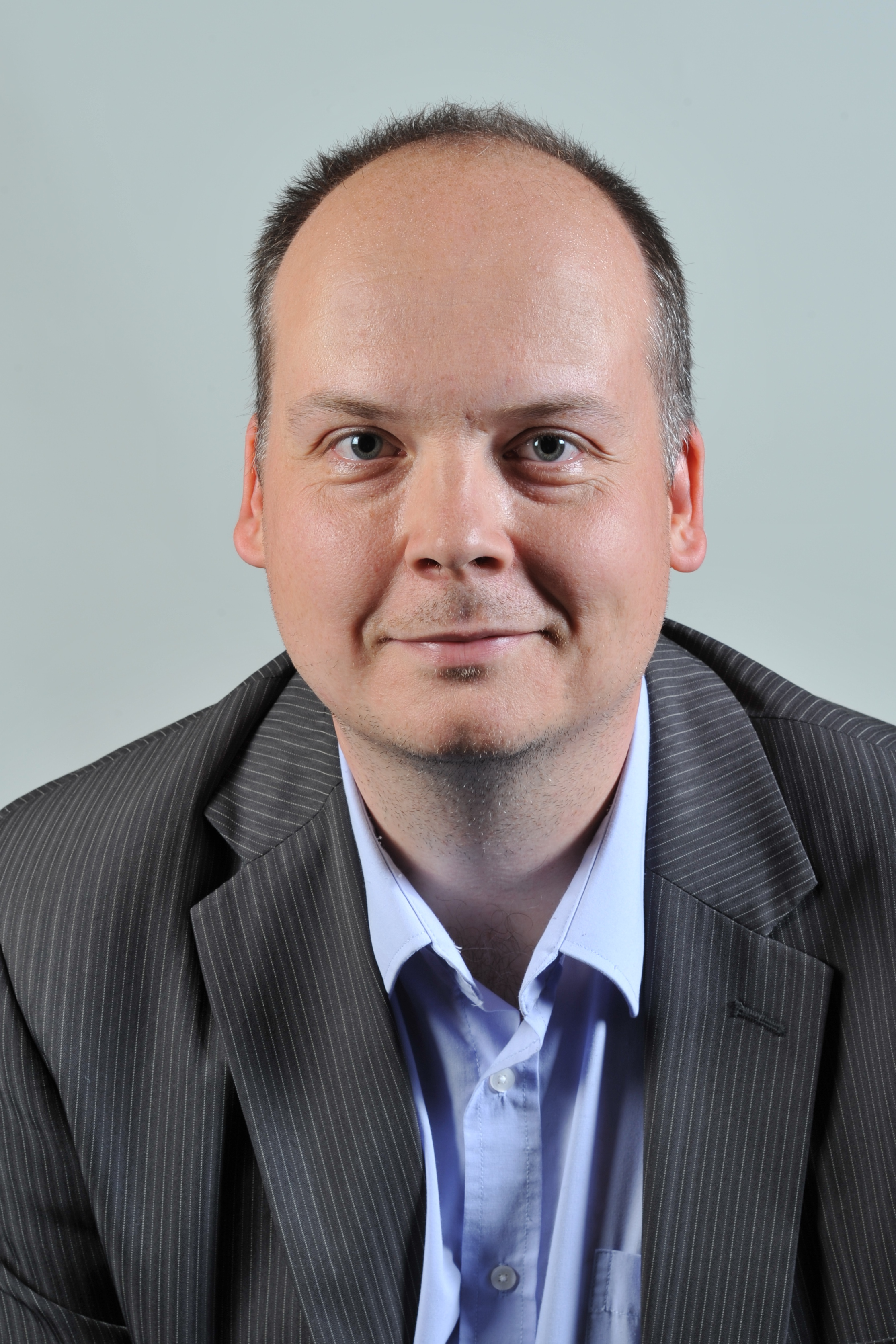
Henning Foerster 2013

Henning Foerster (* 15. Juni 1975 in Gotha) ist ein deutscher Politiker (Die Linke). Er war von 2011 bis 2016 und ist seit Ende August 2017 wieder Abgeordneter im Landtag von Mecklenburg-Vorpommern.

## Werdegang
Foerster war vor seiner Zeit im Landtag fünf Jahre freigestellter Betriebsratsvorsitzender der DB Dialog GmbH am Standort Schwerin. Er ist seit seiner Lehrzeit bei der Deutschen Bahn AG Mitglied der Eisenbahn- und Verkehrsgewerkschaft (früher Transnet). Er vertritt seine Gewerkschaft im DGB-Stadtvorstand der Landeshauptstadt. Bei der Landtagswahl in Mecklenburg-Vorpommern 2011 wurde er erstmals in den Landtag gewählt. Von 2009 bis 2014 war er stellvertretender Vorsitzender der Fraktion Die LINKE in der Schweriner Stadtvertretung. Zur Kommunalwahl 2014 nominierte ihn die LINKE in Schwerin zum Spitzenkandidaten. Nach der Wahl wählte ihn die neue Fraktion zum Fraktionsvorsitzenden. Zur Landtagswahl 2016 trat Foerster erneut als Direktkandidat im Wahlkreis 8 an. Bei der Aufstellung der Landesliste nominierte ihn die Partei auf Listenplatz 12. Mit einem Wahlergebnis von 13,2 Prozent konnte DIE LINKE jedoch nur noch 11 Mandate im neuen Landtag erreichen. Foerster nahm nach seinem Ausscheiden aus dem Landtag eine Tätigkeit als Gewerkschaftssekretär bei der EVG in Rostock auf. Durch den Wechsel von Helmut Holter als Bildungsminister nach Thüringen rückte er Ende August 2017 nach und gehört nun wieder dem Landtag an. Bei der Landtagswahl 2021 konnte Foerster erneut ein Landtagsmandat über die Landesliste seiner Partei erringen. In der Fraktion ist er Sprecher für Wirtschaft, Arbeit, Tourismus, Verkehr und Gewerkschaften.